# Scotopteryx integraria
Scotopteryx integraria là một loài bướm đêm trong họ Geometridae.